# 이충 (전한)
이충(李种, ? ~ 기원전 83년)은 전한 중기의 관료로, 자는 계주(季主)이며 하남군 낙양현(雒陽縣) 사람이다.

## 행적
시원 원년(기원전 86년), 사례교위에서 정위로 승진하였다.
시원 4년(기원전 83년) 겨울, 방자하게 행동한 죄로 기시되었다. 죄명은 이러하나, 실제로는 대장군 곽광의 미움을 샀기 때문이다.

## 출전
- 반고, 《한서》
  - 권7 소제기
  - 권19하 백관공경표 下
  - 권68 곽광김일제전